# 102e base militaire russe
La 102e base militaire russe (arménien : Ռուսական 102-րդ ռազմակայան; russe : 102-я российская военная база) est une base militaire russe située à Gyumri, en Arménie, sous le commandement du district militaire sud des forces armées russes.
Pendant l'ère soviétique, les forces en Arménie faisaient partie du district militaire transcaucasien. Ce fut autrefois la base de la 127e division de fusiliers motorisés de la 7e armée de la Garde. Elle est située à environ 120 km au nord de la capitale arménienne, Erevan.

## Histoire

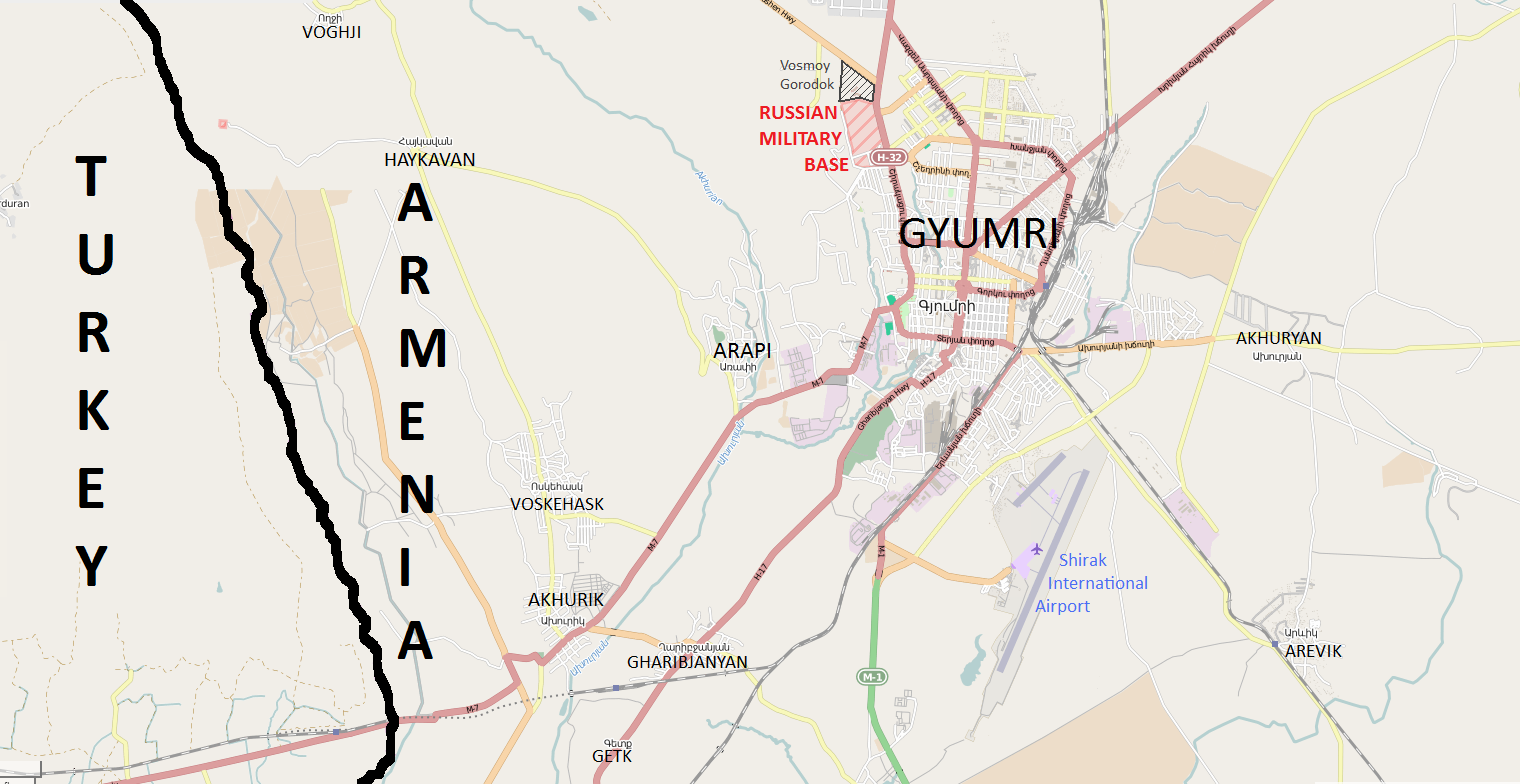
Carte de Gyumri et de ses environs. La base est représentée en rose. Le quartier de la ville de Gyumri habité par des militaires russes, connu sous le nom de Vosmoy Gorodok (8-й городок) est situé au nord de la base (en noir).

### Seconde Guerre mondiale
L'histoire de la base remonte à la 261e division de fusiliers de l'Armée rouge de l'Union soviétique. La division est formée le 18 juillet 1941 à Berdiansk dans le district militaire d'Odessa. L'unité est composée d'un mixte de réservistes, de miliciens et de volontaires ; son ordre de bataille initial est le suivant :
- 974e régiment de fusiliers
- 976e régiment de fusiliers
- 978e régiment de fusiliers
- 809e régiment d'artillerie

La division opère sur le front sud en août, d'abord dans le cadre de la 6e armée, avant d'être réaffectée dans la 12e armée, dans le même front, le 1er septembre. Elle opère avec cette même armée jusqu'en août 1942 au moins, avant d'être ensuite affectée au groupement des forces soviétiques de la mer Noire du front transcaucasien. Elle passe une grande partie de la dernière phase de la Seconde Guerre mondiale (à partir du 1er janvier 1943) avec la petite 45e armée du front transcaucasien, qui gardait les frontières soviétiques avec la Turquie.

### Guerre froide
Après la fin de la guerre, la 261e division est transférée à Leninakan. L'unité rejoint la 7e armée de la Garde et en 1955 est rebaptisé 37e division de fusiliers. Le 25 juin 1957, elle devient la 127e division de fusiliers motorisés. En avril 1990, le 120e régiment de chars de la Garde de la division est divisé en 116e bataillon de chars de la Garde et en 1360e régiment de fusiliers motorisés. Le 21 août 1992, l'unité devient la 102e base militaire ; il s'agit de la première base militaire numérotée des forces terrestres russes.

### XXesiècle

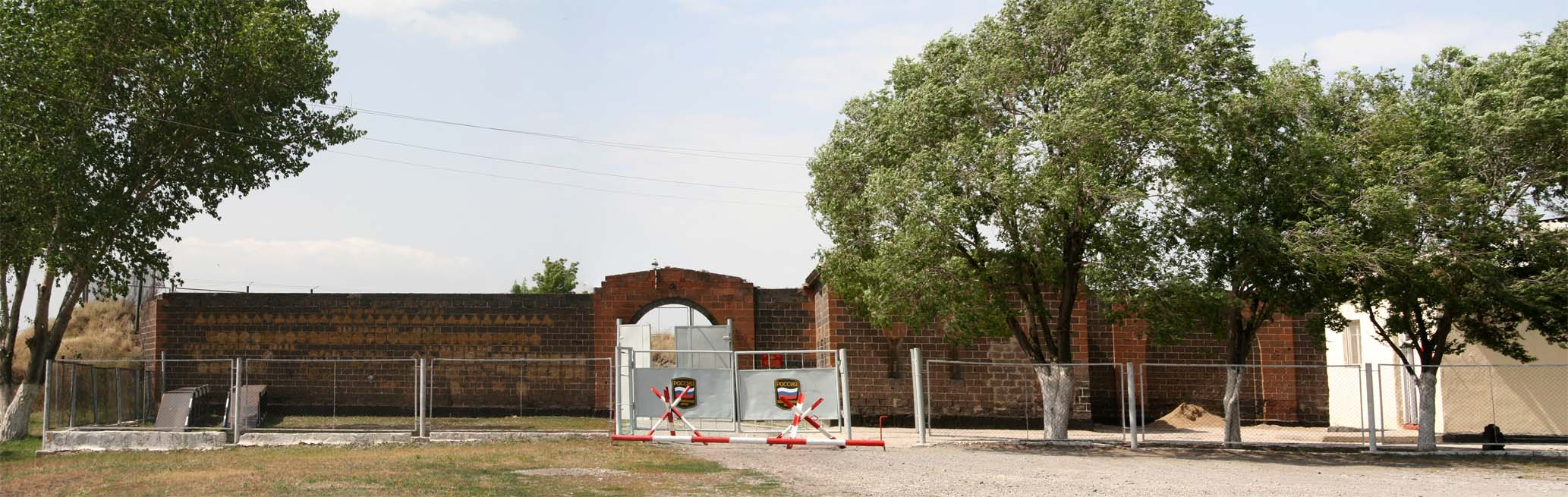
Entrée principale.

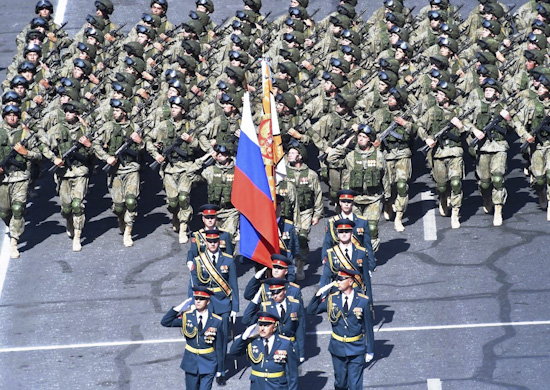
Troupes de la base lors d'une parade à Erevan en 2016.

Au milieu des années 1990, la composition de la 127e division de fusiliers motorisés change à la suite du départ de la majorité des forces soviétiques d'Arménie. Elle se compose des 123e, 124e et 128e régiments de fusiliers motorisés, du 992e régiment d'artillerie et du 116e bataillon de chars indépendant. Le 123e régiment fusiliers motorisés est formé à partir de l'ancienne 164e division de fusiliers motorisés (ru), également stationnée en Arménie.
3 000 soldats russes sont officiellement signalés comme étant stationnés à la 102e base militaire. Début 2005, la 102e base compte 74 chars, 17 véhicules de combat d'infanterie, 148 véhicules blindés de transport de troupes, 84 pièces d'artillerie, 18 chasseurs MiG-29 et plusieurs batteries de missiles anti-aériens S-300. Une grande partie du matériel militaire est déplacée vers la 102e base depuis la 12e base militaire russe (en) à Batoumi et la 62e base militaire russe à Akhalkalaki, en Géorgie, qui comprend 35 chars et véhicules blindés et 370 pièces de matériel militaire. La base militaire fait partie d'un système de défense aérienne conjoint de la Communauté des États indépendants (CEI), déployé en Arménie en 1995. De plus, l'armée de l'air arménienne s'appuie en partie sur les MiG-29 russes situés sur la base militaire, pour la défense de l'espace aérien arménien.
La base militaire russe est déployée sur le territoire arménien dès 1996 (avant cela, l'installation était encore connue sous le nom de 127e division de fusiliers motorisés des forces terrestres soviétiques). Le traité bilatéral stipule que l'armée russe stationnera dans la base pour une durée de 25 ans, mais ce délai peut être revu si nécessaire par les autorités arméniennes exclusivement dans le sens d'une prolongation. Tandis que la Russie ne paie pas le gouvernement arménien pour l’occupation de la base à Gyumri, la partie arménienne s'occupe de la totalité des services publics, l'eau, l'électricité, etc.
En 1997, l'Arménie et la Russie signent un traité d'amitié de grande envergure, qui appelle à une assistance mutuelle en cas de menace militaire contre l'une ou l'autre des parties et permet aux gardes-frontières russes de patrouiller aux frontières de l'Arménie avec la Turquie et l'Iran.
En août 2003, le commandant de la base, le major général Alexandre Titov, est démis de ses fonctions pour n'avoir apparemment pas maintenu la discipline militaire et autorisé la corruption et la vente de matériel de l'état. Au début de 2009, la branche motorisée de la base est divisé en deux brigades distinctes de fusiliers motorisés.
En 2013, le commandant en chef de la 102e base militaire Andreï Rouzinsky déclare dans une interview que « si l’Azerbaïdjan décide de rétablir la juridiction sur le Haut-Karabakh par la force, la base militaire [russe] peut se joindre au conflit armé conformément aux obligations de la fédération de Russie au sein de le cadre de l'Organisation du traité de sécurité collective (OTSC) ».

## Approvisionnement

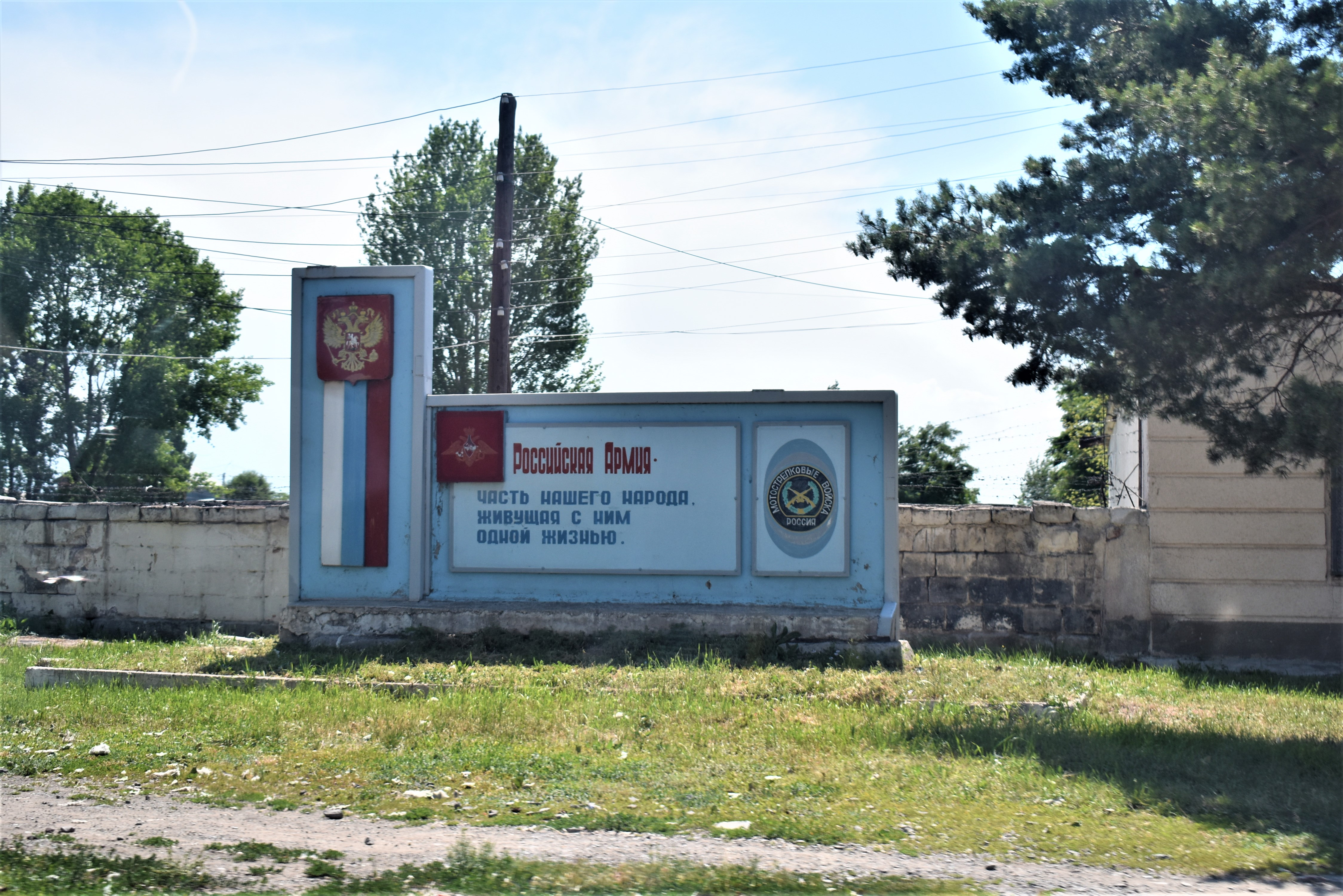
Panneau de l'armée russe à proximité de la base.

Un accord spécial de cinq ans conclu avec la Géorgie le 31 mars 2006 permet à la Russie d'accéder à la 102e base militaire à travers l'espace terrestre et aérien de la Géorgie. L'accord interdisait à la Russie de remettre tout armement transitant par le territoire géorgien à un pays tiers et de faire transiter des substances biologiques, nucléaires ou chimiques, ainsi que des armes de destruction massive ou leurs composants. Il stipulait en outre que la quantité de fret militaire aurait dû être convenue entre la Russie et la Géorgie un an à l'avance. En outre, la Géorgie pouvait refuser le transit s'il constituait une menace pour sa sécurité nationale ou si la destination finale de la cargaison militaire en transit était un lieu situé dans une zone de conflit ou un État belligérant. En décembre 2006, la Russie accuse la Géorgie de « saboter » les cargaisons destinées à la 102e base militaire.
Le transit du personnel militaire et des marchandises russes est suspendu par le gouvernement géorgien au lendemain de la guerre de 2008 avec la Russie. À l'expiration de son mandat de cinq ans, le 19 avril 2011, le Parlement géorgien annula l'accord de 2006 avec la Russie,.

## Controverses
La question de la présence de la base militaire russe en Arménie est soulevée à la Commission européenne. Certains soutiennent que la présence de la base constitue un obstacle aux investissements et aux réformes occidentales et que le système public et politique arménien est trop étroitement lié aux dirigeants russes. Cependant, la plupart des analystes et le gouvernement arménien considèrent la Russie comme le garant de l'intégrité territoriale de l'Arménie puisqu'elle forme une triade du cadre de sécurité nationale de l'Arménie[réf. nécessaire].

### Incidents
En 1999, deux soldats ivres, Denis Popov et Alexandre Kamenev, armés de fusils AK-74, entrent dans la ville et entreprennent une fusillade, tuant deux hommes, Vaghinak Simonyan et David Soghomonyan, et en blessant 14 autres. Les deux hommes sont jugés en Arménie, où ils sont respectivement condamnés à 14 et 15 ans de prison. Que les deux hommes aient ou non purgé leur peine en Arménie demeure flou et l'on sait peu de choses sur l'enquête et la sanction de ce tribunal,. Dans une interview publiée le 16 janvier sur News.am, l'avocate de Popov, Tamara Yaïloian, affirme que son ancien client a été transféré en Russie « après deux à trois ans » et, « nous l'avons appris plus tard, celui-ci sera libéré ».
Deux enfants sont tués par une mine sur le terrain d'entraînement à proximité de la base militaire en 2013. Le terrain n'était pas clôturé ni balisé signalant des risques de danger de mort. Aucune sanction ne sera émise par le commandant pour les négligences de sécurité, ignorant également les plaintes officielles des habitants.
En janvier 2015, une famille arménienne de sept personnes est massacrée dans leur maison la nuit par le déserteur russe Valeri Permyakov, soldat de la base militaire. Il est rapidement appréhendé et des rassemblements anti-gouvernementaux et anti-russes suivront dans les villes d'Erevan et de Gyumri.
Un sondage mené en juin 2015 en Arménie révèle que 55% des personnes interrogées « trouvent la présence de bases militaires de tout autre État ou structure en Arménie acceptable », citant principalement le besoin de protection contre la Turquie (24%) et l'Azerbaïdjan (16%),.
En juillet 2020, un militaire russe est retrouvé mort dans un appartement qu'il louait dans la ville. Le 26 novembre, un autre militaire russe est retrouvé mort à l'extérieur de la base,.

## Ordre de bataille de la 127edivision de fusiliers motorisés, 1989-90
Cette liste est tirée de The Soviet Ground Forces in the last years of the USSR, de Lenskii & Tsybin (Saint-Pétersbourg, 2001). La ville de Gyumri est connue sous le nom de Leninakan jusqu'en 1990.
- 107e régiment de fusiliers motorisés (Leninakan/Ленинакан) : 10 T-72 ; 3 BMP (1 BMP-1, 2 BRM-1 K) ; 12 D-30 ; 2 R-145BM, 1 BTR-50PUM ; 15 MT-LB
- 124e régiment de fusiliers motorisés (Leninakan) : 10 Т-72s; 87 BTR (81 BTR-70, 6 BTR-60), 3 BMP (1 BMP-1, 2 BRM-1K) ; 12 D-30 ; 1 R-145BM, 1 BTR-50PUM ; 15 МТ-LB
- 128e régiment de fusiliers motorisés (Leninakan) : 10 Т-72s ; 110 BMP (41 BMP-2, 64 BMP-1, 5 BRM-1K), 2 BTR-70 ; 12 2S1 Gvozdikas ; 2 BMP-1KSh, 4 R-145BM, 3 PU-12s ; 1 МТU-20
- 1360e régiment de fusiliers motorisés (Leninakan) : 12 D-30 ; 3 1V18s, 1 1V19, 3 R-145BM
- 120e régiment de chars (Leninakan) : 31 BTR-70 ; 14 BМP (5 BMP-2, 5 BMP-1, 4 BRM-1K), 2 BTR-70 ; 1 BMP-1KSh, 2 R-145BM ; 1 BRDM-2 ; 2 МТU-20
- 992e régiment d'artillerie (Leninakan) : 36 D-30 ; 12 BM-21
- 988e régiment de roquettes antiaériennes
- 357e bataillon de roquettes (SSM)
- 772e bataillon de reconnaissance (Leninakan) : 1 R-145BM
- 628e bataillon des transmissions (Leninakan) : 12 R-145BM, 1 BTR-50PU
- 550e bataillon du génie-sapeur (Leninakan) : 1 UR-67
- 626e bataillon de protection chimique (отдельный батальон химической защиты)
- 174e bataillon de réparation et de remise à neuf (отдельный ремонтно-восстановительный батальон)
- 1552e bataillon de maintenance matérielle (отдельный батальон материального обеспечения)

Le 19 novembre 1990, la 127e division dispose des équipements suivants :
- 61 chars (T-72)
- 130 BMP (46 BMP-2, 71 BMP-1, 13 BRM-1K)
- 91 BTR (85 BTR-70, 6 BTR-60)
- 12 canons automoteurs 2S1 Gvozdika
- 72 pièces d'artillerie D-30
- 12 BM-21

Selon certains rapports non confirmés d'octobre 2020, au milieu du conflit du Haut-Karabakh de 2020, le système de guerre électronique Krasukha est placé dans la base pour contrer les drones armés Bayraktar de fabrication turque utilisés par l'Azerbaïdjan pendant le conflit contre les forces arméniennes.

## Ordre de bataille de la 102ebase militaire
- Unité de la taille d'une brigade : trois régiments de fusiliers motorisés et un bataillon de chars[2]
- 988e régiment de missiles anti-aériens[2] : système SAM S-300 V / systèmes SAM S-125 Neva / Kroug
- 3624e base aérienne (aérodrome d'Erebuni) : MiG-29 / S / UB, chasseurs multi-rôles Su-30 SM, hélicoptères de transport Mi-8 MT et hélicoptères de combat Mi-24 P (subordonnés à la 4e armée de défense aérienne — Rostov-sur-le-Don)[30],[31]